# المهدي شكري
المهدي شكري (بالإنجليزية: El Mehdi Chokri)‏‏ (23 يناير 1997 في إيغل - ) دراج مغربي يركب لصالح أكاديمية ركوب الدراجات الإسرائيلية.

## روابط خارجية
- المهدي شكري على موقع الاتحاد الدولي للدراجات (الإنجليزية)
- المهدي شكري على موقع أرشيف الدراجات (الإنجليزية)
- المهدي شكري على موقع إحصائيات الدراجات الإحترافية (الإنجليزية)
- المهدي شكري على موقع نسبة الدراجات (الإنجليزية)